# Black Carts and Ryehill

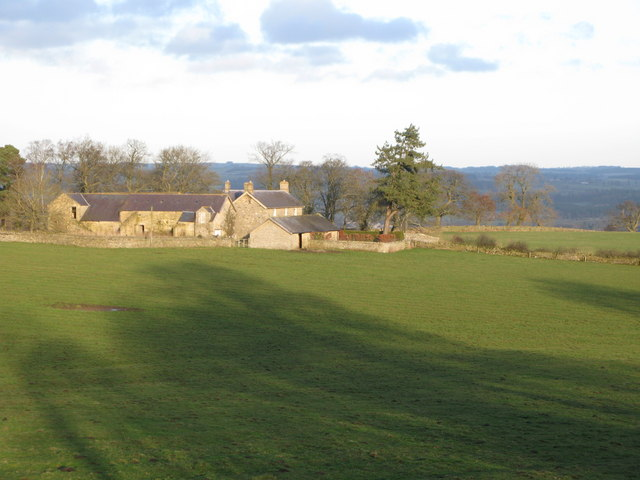
Rye Hill

Black Carts and Ryehill var en civil parish 1866–1955 när det uppgick i Humshaugh, i grevskapet Northumberland i England. Civil parish var belägen 8 km från Hexham och hade 8 invånare år 1951.